# Sadi Irmak
Mahmut Sadi Irmak (1904, Seydişehir –; 11 de novembre, de 1990 a Istanbul) fou un metge turc especialista en fisiologia, acadèmic, polític i antic Primer Ministre de Turquia.

## Biografia
Va néixer a la ciutat de Seydişehir, a Konya, Imperi Otomà, el 1904. Es convertí en professor de biologia després d'acabar el col·legi a Konya. Tanmateix, deixà la seva feina el mateix any i assistí a la Facultat de Dret de la Universitat d'Istanbul. El 1925, se n'anà a Alemanya amb una beca per a estudiar biologia i medicina. Es graduà en medicina a la Universitat Humboldt de Berlín el 1929. Després de completar el seu estudis, Sadi Irmak treballà com a metge assistent en hospitals a Hagen i Düsseldorf, Alemanya.
Retornat a Turquia, treballà com metge governamental i professor de biologia. El 1932 es convertí en professor a l'Escola de Medicina de la Universitat d'Istanbul, i el 1939, fou promogut a professor titular de fisiologia.

## Carrera política
Sadi Irmak entrà en política el 1943 com a diputat per Konya. Entre el 7 de juny de 1945 i el 5 d'agost de 1946, exercí com a ministre de treball al gabinet de Şükrü Saracoğlu. Retornà a la facultat tanmateix el 1950, per impartir classes, primer a Múnic, Alemanya i després a Istanbul una altra vegada. El 1974, va entrar al Senat. El mateix any, Sadi Irmak rebé l'encàrrec del President Fahri Korutürk de formar el 38è gabinet. El seu govern interí es perllongà des del 17 de novembre de 1974 fins a la seva dimissió el 31 de març de 1975 a causa d'una moció de censura en el parlament. Després del cop militar del 12 de setembre, de 1980 fou elegit per a l'Assemblea Consultiva. Exercí de portaveu des del 27 d'octubre de 1981 fins al 4 de desembre de 1983.
Sadi Irmak morí l'11 de novembre de 1990 a Istanbul. Deixà vídua i dos fills. La seva filla, la prof. Yakut Irmak Özden, va ser directora de l'Institut per als Reformes d'Atatürk a la Universitat d'Istanbul.